# Wolf-Helmut Wagner
Wolf-Helmut Wagner (Leipzig, 27 de novembro de 1914 – Nonnenhorn, 1993) foi um médico alemão.

## Vida
Wagner foi diretor do Laboratório de Parasitologia e depois do Grupo de Trabalho Quimioterapia na Farbwerke Hoechst. Tinha o título de professor universitário.
De 1967 a 1969 foi tesoureiro e de 1969 a 1977 foi secretário da Sociedade Paul Ehrlich de Quimioterapia, da qual foi um dos fundadores em 1967.
Em 1952 recebeu com Gerhard Eißner o primeiro Prêmio Paul Ehrlich e Ludwig Darmstaedter.